# Victoria Konefal
Victoria Konefal (Brooklyn, 29 ottobre 1996) è un'attrice statunitense.
È famosa per il ruolo di Ciara Brady in Il tempo della nostra vita.

## Biografia
Konefal è nata a Brooklyn, New York. La sua famiglia è composta dai suoi genitori, un fratello maggiore e una sorella, Victoria è la più giovane. Ha studiato alla Fiorello H. LaGuardia High School. Nel 2015, ha partecipato a un concorso di bellezza, dove è stata incoronata Miss Polonia USA.

### Attrice
Konefal ha iniziato la sua carriera di attrice nel 2015 ottenendo un ruolo da protagonista in due film Forgetting Sandy Glass nei panni di Kelly e nel film horror Fog City nei panni di Georgia Paige. Nel 2016, ha recitato in un episodio di Modern Family nel ruolo di Rivka. Nel 2017 è apparsa in tre film: Un ammiratore pericoloso, dove ha interpretato il ruolo principale di Amelia, Circus Kane nel ruolo di Tracy e La mia nemica Chloe nel ruolo di Blake. Nello stesso anno nel 2017 arriva la sua svolta quando entra nel cast principale della soap opera Il tempo della nostra vita nel ruolo di Ciara Brady, ruolo che ricopre tutt'ora ma in base ricorrente.

## Filmografia

### Cinema
- Forgetting Sandy Glass (2016)
- Circus Kane (2017)

### Televisione
- Modern Family - serie TV, 1 episodio (2016)
- Un ammiratore pericoloso - film TV (2017)
- La mia nemica Chloe - film TV (2017)
- Il tempo della nostra vita - soap opera (2017-in corso)
- Days of Our Lives: Beyond Salem, regia di Sonia Blangiardo, Noel Maxam e Albert Alarr – miniserie TV (2021-2022)